# Colonias Unidas de América del Norte
Las Colonias Unidas de América del Norte fue el nombre oficial utilizado por el Segundo Congreso Continental en Filadelfia para el recién formado protoestado que comprendía las Trece Colonias en 1775 y 1776, antes y durante la declaración de independencia. Los billetes de la moneda continental exhibieron el nombre «Las Colonias Unidas» desde mayo de 1775 hasta febrero de 1777, y este nombre se utilizaba para referirse a las colonias en su conjunto antes del Segundo Congreso.

## Etimología
Se desconoce el lugar o la fecha exacta de su origen. John Adams utilizó la frase «colonias unidas» ya el 27 de febrero de 1775, en una carta titulada «A los habitantes de la colonia de la Bahía de Massachusetts», publicada en la Boston Gazette:

Han declarado que nuestra causa es suya: que nunca se someterán a un precedente en ninguna parte de las colonias unidas por el cual el Parlamento pueda quitar muelles y otras propiedades legales o demoler Cartas; porque si lo hacen, tienen la certeza moral de que en el curso de unos pocos años, se quitará todo derecho de los estadounidenses y los gobernadores y consejos, reunidos a voluntad de un ministro, serán los únicos poderes legislativos en las colonias.

El 19 de junio de 1775, los miembros del Segundo Congreso Continental se autodenominaron "delegados de las Colonias Unidas" y nombraron a George Washington "general y comandante en jefe del Ejército de las Colonias Unidas".
El 7 de junio de 1776, Richard Henry Lee, tras recibir instrucciones y el texto de la Quinta Convención de Virginia, propuso al Congreso romper sus vínculos políticos con Gran Bretaña, declararse independiente y redactar una constitución. Conocida como la Resolución Lee, aprobada por los delegados el 2 de julio de 1776, se refería a las Colonias Unidas, y decía en parte:

Se resuelve que estas Colonias Unidas son, y por derecho deben ser, Estados libres e independientes, que están absueltas de toda lealtad a la Corona Británica y que toda conexión política entre ellas y el Estado de Gran Bretaña está, y debe estar, totalmente disuelta.

Dos días después, el 4 de julio de 1776, los 56 delegados del Segundo Congreso Continental adoptaron por unanimidad la declaración de independencia, que fue supervisada por el Comité de los Cinco y escrita principalmente por Thomas Jefferson en Filadelfia durante un período de dos semanas en junio de 1776.
El 9 de septiembre de 1776, el Segundo Congreso Continental abandonó formalmente el nombre de "Colonias Unidas de América del Norte" en favor de "Estados Unidos de América", como en la declaración de independencia de julio.

## Historia

### Movilización colonial
El Congreso instó a las colonias a cambiar su nombre a estados, con nuevas constituciones. El 14 de marzo de 1776, según la propuesta de John Adams al Congreso:

"Se resuelve que se recomiende a las diversas Asambleas, Convenciones y Comités o Consejos de Seguridad de las Colonias Unidas que ordenen de inmediato el desarme de todas las personas, dentro de sus respectivas colonias, que sean notoriamente desafectas a la causa de América o que no se hayan asociado y se nieguen a asociarse para defender por las armas a estas colonias unidas contra los intentos hostiles de las flotas y ejércitos británicos...."

Tras las batallas de Lexington y Concord en abril de 1775, las milicias patriotas estadounidenses de Nueva Inglaterra se movilizaron para rodear al Ejército Británico en Boston. El 6 de julio de 1775, el Segundo Congreso Continental en Filadelfia emitió una declaración de los representantes de las Colonias Unidas de Norteamérica, reunidos en Congreso General en Filadelfia, en la que se exponían las causas y la necesidad de tomar las armas. Concluyeron: «No tenemos intención de disolver la unión que ha subsistido entre nosotros durante tanto tiempo y tan felizmente, y que sinceramente deseamos ver restaurada... No hemos reclutado ejércitos con el ambicioso propósito de separarnos de Gran Bretaña y establecer estados independientes».
El 10 de mayo de 1775, el Segundo Congreso Continental resolvió por unanimidad:

Que se recomiende a las respectivas Asambleas y Convenciones de las Colonias Unidas, donde hasta ahora no se ha establecido un gobierno suficiente para las exigencias de sus asuntos, que adopten el gobierno que, en opinión de los representantes del pueblo, conduzca mejor a la felicidad y seguridad de sus electores, en particular, y de América en general.

En preparación para la independencia, el Congreso definió la traición como hacer la guerra contra las Colonias Unidas, adherirse al rey o brindar ayuda o consuelo al enemigo.
A principios de 1776, la causa de la independencia se difundió ampliamente en el panfleto de Thomas Paine, El sentido común. Instó a las 13 colonias a redactar una nueva constitución:

que su tarea sea redactar una CARTA CONTINENTAL, o Carta de las Colonias Unidas; (que responda a lo que se llama la Carta Magna de Inglaterra) que fije el número y la manera de elegir a los miembros del Congreso, miembros de la Asamblea, con su fecha de sesión, y delinear la línea de negocios y jurisdicción entre ellos: (recordando siempre que nuestra fuerza es continental, no provincial). Garantizar la libertad y la propiedad para todos los hombres, y sobre todas las cosas el libre ejercicio de la religión, de acuerdo con los dictados de la conciencia; con cualquier otro asunto que sea necesario que contenga una carta.

El Congreso votó la Independencia en la Resolución Lee el 2 de julio de 1776, y dos días después, el 4 de julio, adoptó por unanimidad la "declaración de independencia", escrita principalmente por Thomas Jefferson, que decía en parte:

en nombre y por la autoridad del buen pueblo de estas colonias, publicamos y declaramos solemnemente que estas Colonias Unidas son, y por derecho deben ser, estados libres e independientes; que están absueltas de toda lealtad a la corona británica, y que toda conexión política entre ellas y el estado de Gran Bretaña está, y debe estar, totalmente disuelta.

## Lectura adicional
- Ellis, Joseph J. (2014). Revolutionary Summer: The Birth of American Independence. Vintage Books. ISBN 978-0-307-94637-9.

- Hoock, Holger (2017). Scars of Independence: America's Violent Birth. Crown/Archetype. ISBN 9780804137294.
- Jensen, Merrill. The Founding of a Nation: A History of the American Revolution, 1763–1776 (1968) pp 602–704.
- Marsh, Esbon R. "The First Session of the Second Continental Congress." The Historian 3#2 (1941): 181–194. Online
- Wilson, Rick K., and Calvin Jillson. "Leadership Patterns in the Continental Congress: 1774–1789." Legislative Studies Quarterly (1989): 5–37. Online